# Jumelles
Jumelles é uma comuna francesa na região administrativa da Normandia, no departamento de Eure. Estende-se por uma área de 7,32 km². Em 2010 a comuna tinha 334 habitantes (densidade: 45,6 hab./km²).